# روز جهانی آگاهی از اوتیسم

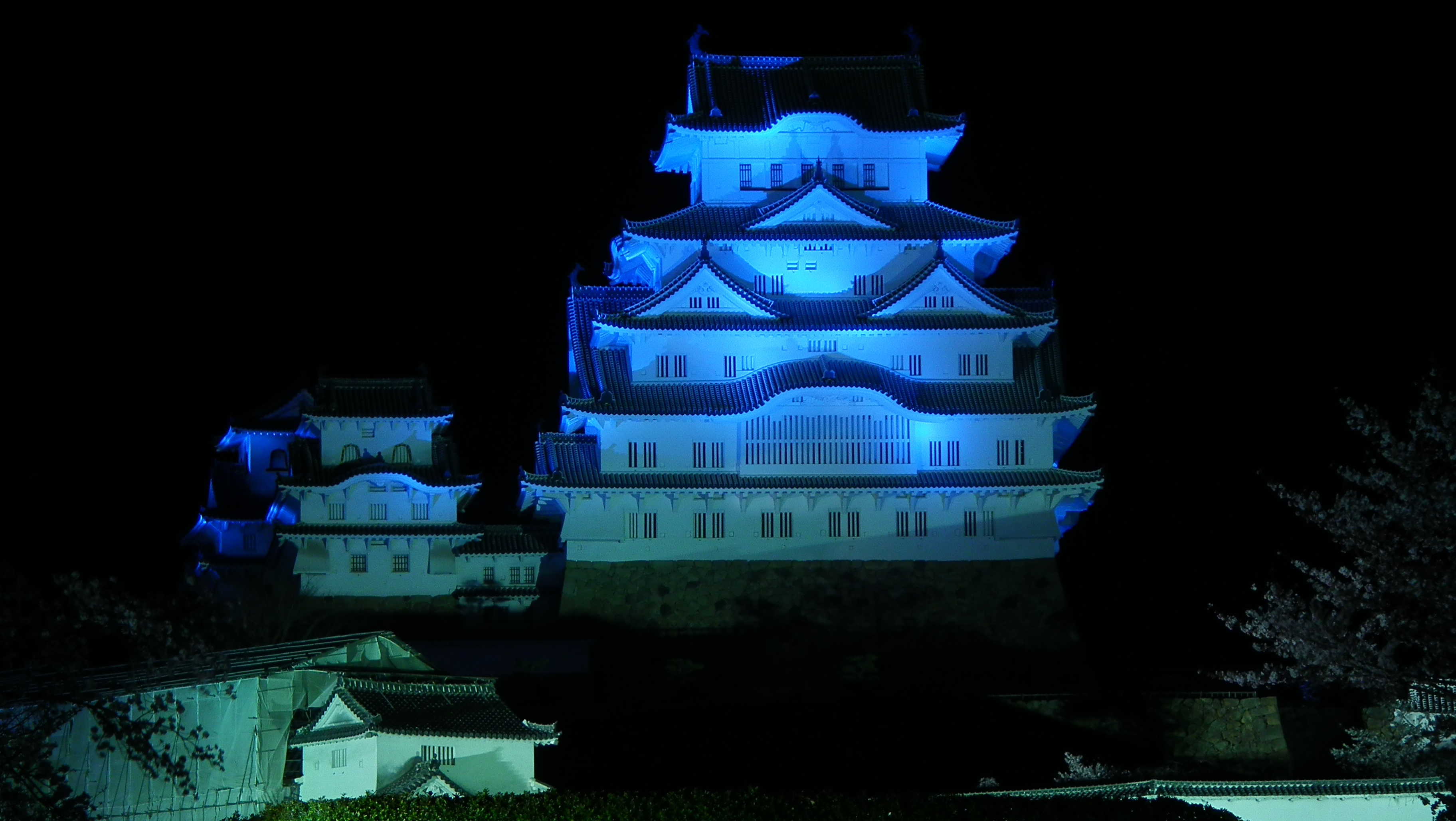
روز جهانی آگاهی اوتیسم (به انگلیسی: World Autism Awareness Day) روز دوم آوریل هر سال است،که به عنوان یک روز جهانی به رسمیت شناخته‌شده‌است و هدف آن یادآوری و ترغیب کنش‌ِ کشورهای عضو در سازمان ملل متحد در جهت افزایش آگاهی در مورد افراد مبتلا به اختلال اسپکتروم اوتیسم (ASD) در سراسر جهان است.

روز جهانی آگاهی اوتیسم (به انگلیسی: World Autism Awareness Day) روز دوم آوریل هر سال است،که به عنوان یک روز جهانی به رسمیت شناخته‌شده‌است و هدف آن یادآوری و ترغیب کنش‌ِ کشورهای عضو در سازمان ملل متحد در جهت افزایش آگاهی در مورد افراد مبتلا به اختلال اسپکتروم اوتیسم (ASD) در سراسر جهان است. این روز در تصمیم‌گیری مجمع عمومی سازمان ملل متحد «قطعنامه ۶۲/۱۳۹ روز آگاهی جهانی اوتیسم» تعیین شده که در تاریخ ۱ نوامبر ۲۰۰۷ بررسی و در تاریخ ۱۸ دسامبر ۲۰۰۷ به اجرا درآمد. این لایحه با پیشنهاد نمایندهٔ قطر در سازمان ملل متحد، خانم موزا بنت ناصر ملکه هم‌نشینِ حمد بن خلیفه آل ثانی امیر قطر، ارائه شده‌بود که با حمایت همهٔ کشورهای عضو روبرو شد.
این قطعنامه بدون رای‌گیری در مجمع عمومی سازمان ملل متحد تصویب شد و عمدتاً به عنوان مکمل طرح‌های پیشین سازمان ملل متحد برای بهبود حقوق بشر بود.
روز جهانی اوتیسم یکی از هفت روز رسمی سازمان ملل متحد است که در رابطه با سلامتی رسمیت یافته‌است. در این روز سازمان‌های فردی اوتیسم در سراسر جهان دور هم جمع می‌شوند تا به اموری مانند تحقیق، تشخیص، درمان و پذیرش عمومی افراد مبتلا به این اختلال رشد کمک کنند.

## موُلفه‌ها
قطعنامهٔ اصلی دارای چهار موُلفهٔ عمده بوده‌است:
- ایجاد روز دوم ماه آوریل به عنوان روز جهانی آگاهی اوتیسم[۶] از سال ۲۰۰۸ آغاز شود.
- دعوت‌نامه به کشورهای عضو و سایر سازمان‌های مربوط به سازمان ملل یا سیستم‌های بین‌المللی اجتماعی، از جمله سازمان‌های غیردولتی و بخش خصوصی، برای ایجاد طرح‌هایی برای افزایش آگاهی عمومی از اوتیسم ارسال شود.
- کشورهای عضو را تشویق شوند تا آگاهی از اوتیسم را در تمام سطوح جامعه بالا ببرند.
- از دبیرکل سازمان ملل می‌خواهد که این پیام را به کشورهای عضو و سایر سازمان‌های وابسته به سازمان ملل ارسال کند.[۷]